# Instituto Superior Manuel Teixeira Gomes
O Instituto Superior Manuel Teixeira Gomes é um estabelecimento privado de ensino superior, situado na cidade de Portimão, na região do Algarve, em Portugal.

## Descrição
O instituto está situado no centro histórico da cidade de Portimão. Está integrado no Grupo Lusófona, um aglomerado de entidades ligadas à educação, cuja proprietária é a COFAC - Cooperativa de Formação e Animação Cultural. Oferece um conjunto de cursos em diversas áreas, sendo alguns deles considerados únicos no Sul do país. Por exemplo, em Março de 2021 prestava o único curso de direito em toda a região Sul, tendo nessa altura cerca de duzentos estudantes. O seu currículo educativo inclui licenciaturas, mestrados e pós-graduações sobre diversas áreas, nomeadamente arquitectura, gestão, direito e psicologia.

Além da prestação de serviços de ensino, o instituto também promove vários eventos e outras iniciativas relacionadas com as suas áreas de exercício, como conferências e exposições, tendo estabelecido ligações com várias entidades privadas e estatais na região do Algarve. Por exemplo, em 2015 foi apresentado, nas instalações do instituto, o livro Colombo Mistério Resolvido, de Manuel Rosa, onde sustentou a teoria que o navegador Cristóvão Colombo seria de origem genovesa, tendo a obra recebido o prémio americano Independent Press Award in World History – 2017. Em 2017 organizou a iniciativa ISMAT Projeta, que incluiu a exibição de curtas-metragens, workshops para crianças, e uma conferência sobre empreendedorismo e desenvolvimento regional. Em 2019 colaborou com a entidade Territórios Criativos, responsável pela iniciativa de empreendedorismo Startup Portimão. Nesse ano também promoveu a primeira Conferência Ibérica sobre Gestão do Desporto, onde participaram especialistas da Universidade de Huelva, da Universidade Lusófona de Humanidades e Tecnologias, e do Instituto Universitário de Lisboa.
Em Maio de 2020 organizou o ciclo de conferências Re-Pensar e Re-Desenhar o Algarve, onde se debateu a revitalização económica da região, que nessa altura já estava a sentir os efeitos da Pandemia de Covid-19, e a promoção de áreas de trabalho complementares ou distintas em relação ao turismo. Em Março de 2021 o Núcleo de Estudantes de Direito do Instituto Superior Manuel Teixeira Gomes promoveu um ciclo de conferências sobre as saídas profissionais no campo do direito. Em Março de 2022 estava a preparar um programa para impulsionar o desenvolvimento e a reabilitação do património cultural e natural nas aldeias da região do Barrocal, no Algarve. Esta iniciativa iria desenvolver-se nas freguesias de Cachopo, Alferce e Mexilhoeira Grande e Budens, e teria a colaboração das autarquias locais. Consistia na apresentação de propostas por parte dos alunos do Instituto, baseadas nos Objectivos de Desenvolvimento Sustentável e da Agenda 2030 da Organização das Nações Unidas, no sentido de divulgar a realidade cultural, económica e social das comunidades do interior, incluindo o impacto da indústria do turismo, e dar a conhecer os vários problemas que impediam o seu desenvolvimento, como os transportes e abastecimento de água.
O instituto também organiza regularmente as Jornadas de Iniciação à Investigação em Psicologia em Portimão, onde são apresentados os trabalhos de investigação dos alunos nos cursos de psicologia. Foi igualmente um dos patrocinadores da Área Desportiva da Praia da Rocha, criada pela Câmara Municipal de Portimão, e do festival de cultura The World in Florence, na cidade italiana de Florença.

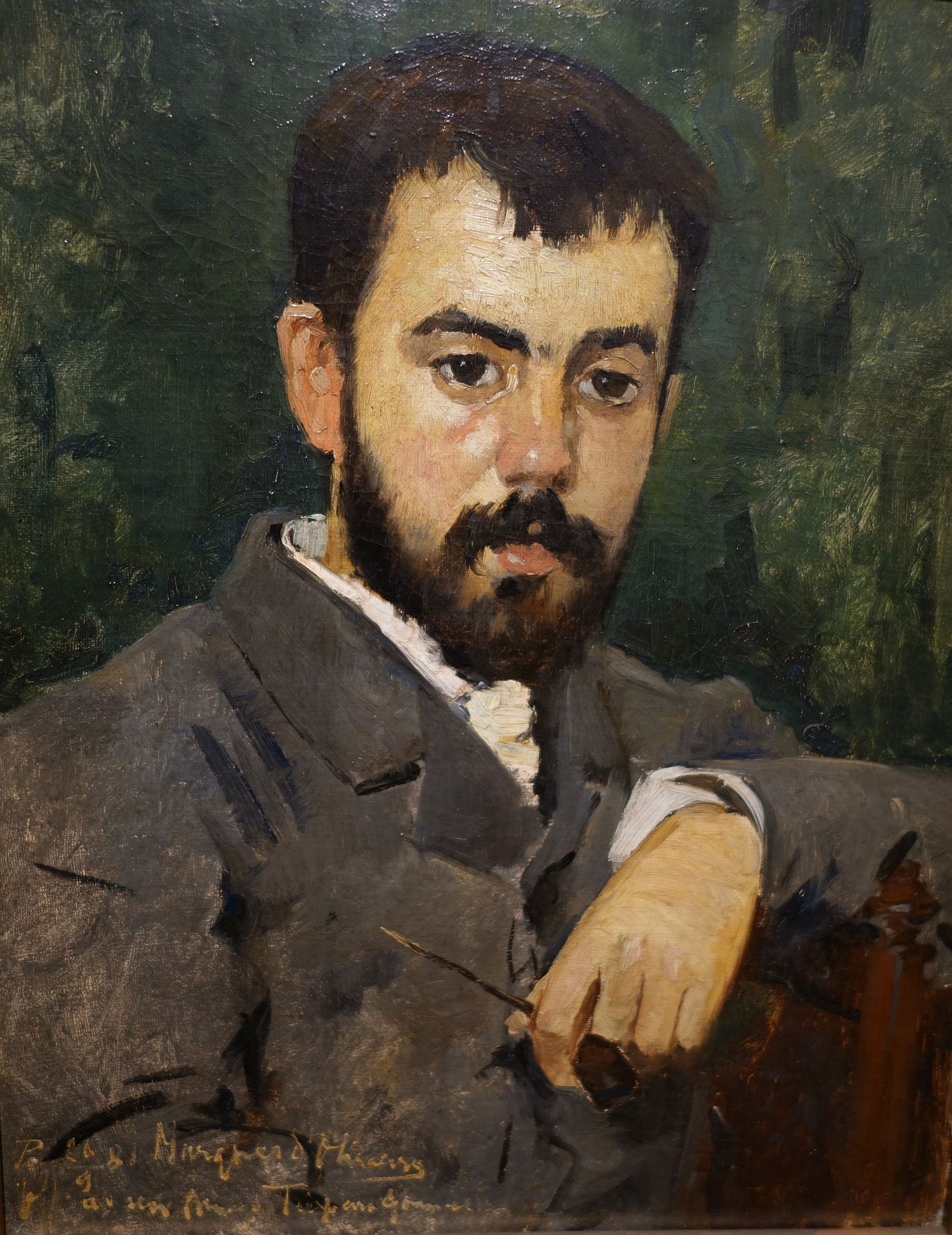
O patrono do instituto é Manuel Teixeira Gomes, que nasceu em Portimão em 1860, e foi presidente da república portuguesa entre 1923 e 1925.

## História
O Instituto foi considerado como de Interesse Público pelo Decreto-lei 194/2004, tendo sido criado através da fusão do Instituto Superior de Humanidades e Tecnologias de Portimão e do Instituto Superior de Matemática e Gestão de Portimão.
No ano lectivo de 2008 a 2009, atingiu um pico de mil alunos, mas este número reduziu-se consideravelmente devido à crise financeira que atingiu o país na primeira metade da década de 2010, como sucedeu com outras instituições de ensino superior, tendo chegado a ter apenas cerca de quinhentos alunos no período lectivo de 2014 a 2015. Com efeito, em Novembro de 2012, a Agência de Avaliação e Acreditação do Ensino Superior anunciou que iriam ser encerrados cursos em várias escolas de ensino superior, incluindo no Instituto Superior Manuel Teixeira Gomes, que iria perder as formações em Solicitadoria e Psicologia. No sentido de reduzir os efeitos da crise, o Instituto procurou diversificar a sua oferta formativa, tendo em 2015 introduzido o mestrado em Psicologia de Saúde Ocupacional, destinado apenas a médicos psicológicos, tendo sido a primeira instituição de ensino em território nacional a ter este curso. A sua criação também surgiu em resposta às crescentes necessidades desta vertente na área da segurança e saúde do trabalho, principalmente nas indústrias da hotelaria e dos serviços, que assumem um peso considerável na economia do Algarve. Em 2016 lançou uma iniciativa pioneira para a realização de aulas universitárias gratuitas no âmbito do programa Março Jovem, em áreas tão diversificadas como direito, gestão, psicologia, natação e semiótica. Em 2019 encetou um profundo processo de renovação, durante o qual ampliou a sua oferta formativa, e renovou a sua equipa docente e os planos de estudo para grande parte dos cursos.
Pela equipa docente do instituto passaram grandes nomes a nível nacional e internacional, como o empreendedor peruano Carlos Cano Vieira, o arquitecto Luiz Filipe da Conceição, e o advogado e político António Saleiro.